# Proteína superficial gp120
La Proteína superficial gp120 (SU) o gp120 es una glucoproteína que forma parte de la envoltura del Virus de Inmunodeficiencia Humana (VIH). Es producida por proteólisis de la poliproteína gp160 por proteasas de la célula huésped.

## Estructura

### Estructura primaria
La cadena polipeptídica de la gp120 tiene una longitud aproximada de 480 aminoácidos. Presenta 5 regiones variables (V1 a V5) y una región de bucle de unión a CD4.
Una numerosa cantidad de residuos de asparagina (Asn) se encuentran unidos covalentemente mediante enlaces N-glucosídicos a N-acetilglucosaminas (GlcNAc). También posee múltiples puentes disulfuro entre residuos de cisteína (Cys).

## Función
Interactúa con receptores en la superficie de la célula que va a ser infectada. Posteriormente, mediante un cambio conformacional, permite la exposición de la gp41, la cual participa en la fusión de las membranas viral y celular.

## Mecanismo

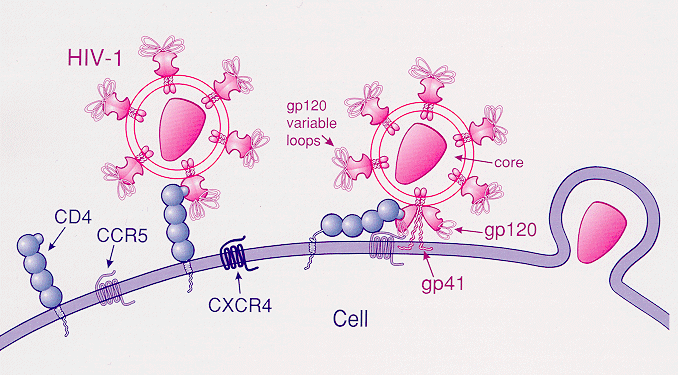
Interacción de la gp120 con receptores celulales.

Inicialmente se produce la unión de la gp120 al receptor CD4 de la célula, la unión gp120-CD4 produce un aumento de la concentración del virus en la superficie de la célula y genera un cambio conformacional que aumenta la afinidad de la gp120 por ciertos receptores de quimiocinas de la superficie celular. Dependiendo principalmente de la estructura primaria de la región variable V3 de la gp120, puede producirse la interacción con los receptores CCR5, localizados mayormente en la superficie de los macrófagos, o con los receptores CXCR4, expresados más activamente en linfocitos T CD4+. La interacción con los receptores de quimiocinas produce un cambio conformacional en la gp120 que expone la gp41, la cual permite la fusión de las membranas, produciéndose la entrada del virus a la célula.
La diferencia de afinidad de la gp120 por los receptores de quimiocinas genera diferentes tropismos (tipos de células infectadas) por un determinado fenotipo viral; debido a la alta tasa de mutación del virus, el tropismo puede variar en el transcurso de la infección.

### Vías alternativas
La unión de anticuerpos anti-VIH permite la infección de algunas células CD4-, como las células intestinales y cerebrales, mediante un mecanismo que requiere la interacción con un receptor de galactocerebrósido.